# Condado de Sussex (Nova Jérsia)
O Condado de Sussex é um dos 21 condados do Estado americano de Nova Jérsia. A sede do condado é Newton, e sua maior cidade é Newton. O condado possui uma área de 1 388 km² (dos quais 38 km² estão cobertos por água), uma população de 144 166 habitantes, e uma densidade populacional de 42 hab/km² (segundo o censo nacional de 2000). O condado foi fundado em 1753.